# Cyaneolytta fryi
Cyaneolytta fryi is een keversoort uit de familie van oliekevers (Meloidae). De wetenschappelijke naam van de soort is voor het eerst geldig gepubliceerd in 1861 door Wollaston.